# Misa (コスプレイヤー)
Misa（みさ）は、中華人民共和国のモデル兼コスプレイヤー。

## 経歴・人物
4月16日、生まれる。生まれた年は公表されていない。
2007年7月1日、日本のTwitterユーザーが紹介したことがきっかけとなり、ハフポスト日本版によると「国内で人気が爆発した」。P.K.サンジュンは「幼い顔立ちながらバランスよく整いまくったパーツ、透明感抜群の素肌、さらにはほんのりと豊満なお胸」「特にロリ系の顔立ちが好きな男子にはたまらないだろう。いわゆる “童貞殺し” を極めたビジュアル」と評した。
2020年6月、株式会社原宿POP（東京都新宿区若松町。荻野正法代表）の中国版アプリ及び微博（weibo）アカウントが利用可能になるが、それを記念して行われた「日中オンラインファッションショー企画」に出演。